# Zuppa alla pavese
La zuppa alla pavese è un piatto appartenente alla tradizione gastronomica di Pavia e consiste in una zuppa in brodo costituita da pane raffermo casereccio, formaggio e un uovo fresco al centro.
Nel maggio 2015 la zuppa alla pavese entra ufficialmente nell'elenco dei prodotti agroalimentari tradizionali della Regione Lombardia.

## Storia della zuppa alla pavese[4][5]
Secondo la tradizione, la ricetta ebbe origine da un episodio che vide protagonista Francesco I di Francia il quale, durante la battaglia di Pavia, fu fatto prigioniero e subito dopo condotto presso una cascina vicina per rifocillarsi (Cascina Repentita). La leggenda narra che la contadina, presa alla sprovvista, non trovò di meglio che servire all'illustre ospite una zuppa composta da ciò che aveva al momento disponibile, inventando quindi la famosa zuppa.
Francesco I di Francia, tornato in patria dopo un anno di prigionia, introdusse a corte questa zuppa che ebbe un tale successo da divenire ben presto una celebre pietanza destinata a fama secolare.